# Palupera
Palupera (em estoniano:  Palupera vald) é um município rural estoniano localizado na região de Valgamaa.